# World Network of Biosphere Reserves
The World Network of Biosphere Reserves ("Internationaal Netwerk van Biosfeerreservaten") werd opgericht in 1995 op de International Conference on Biosphere Reserves ("Internationale Conferentie over Biosfeerreservaten") in Sevilla (Spanje). UNESCO houdt een lijst van biosfeerreservaten bij op haar website. De lijst telt (stand tot 2013) wereldwijd 621 biosfeerreservaten in 117 landen. Biosfeerreservaten zijn de ecologische tegenhanger van de culturele werelderfgoed sites of Lijst van Meesterwerken van het Orale en Immateriële Erfgoed van de Mensheid, zie ook natuurerfgoed. 